# 台南市仁德區仁德國民小學
臺南市仁德區仁德國民小學（簡稱仁德國小）是位於臺灣臺南市仁德區的市立國民小學，源自1918年設立的「車路墘公學校土庫分校」。

## 沿革
仁德國民小學，創立於西元1918年3月31日，可追溯至日治時期，最初名為「車路墘公學校土庫分校」，借用清寧宮作為校舍。三年後，學校獨立為「仁德公學校」。
1947年，學校設立上崙分校。隨著人口成長，「德南國民學校」於1962年獨立設校。隨著時代變遷，校名也經歷多次更迭。1946年改為「台南縣仁德鄉第一國民學校」，隔年再改為「台南縣仁德鄉仁德國民學校」。
1968年正式定名為「台南縣仁德鄉仁德國民小學」。而隨著2010年台南縣市合併，校名再次變更為現今校名。

## 地理位置
本校位於台南市仁德區，校區包含仁德、仁義、新田三里，校園總面積約2.1148平方公里。

## 歷任校長
1922年校長栗原琢磨。
任別　　　姓名　　　　任職期間

第一任　　陳萬　　　　自1945年12月06日至1950年09月01日

第二任　　林福來　　　自1950年09月01日至1958年03月31日

第三任　　蔡丁琴　　　自1958年03月31日至1970年05月01日

第四任　　王啟聰　　　自1970年08月31日至1978年01月31日

第五任　　李樹叢　　　自1978年05月01日至1981年07月01日

第六任　　康天佑　　　自1981年07月01日至1985年03月26日

第七任　　李壽　　　　自1985年03月26日至1993年02月01日

第八任　　戴安順　　　自1993年02月16日至2000年07月31日

第九任　　張吉山　　　自2000年08月01日至2004年07月31日

第十任　　劉國昌　　　自2004年08月01日至2008年07月31日

第十一任　杜水盛　　　自2008年08月01日至2012年07月31日

第十二任　曾文欽　　　自2012年08月01日至2019年07月31日

第十三任　李培瑜　　　自2019年08月01日迄今